# Liste der Monuments historiques in Briançon
Die Liste der Monuments historiques in Briançon führt die Monuments historiques in der französischen Stadt Briançon auf.

## Liste der Bauwerke
| Bezeichnung                                       | Beschreibung          | Standort                                                       | Kennzeichnung | Schutzstatus   | Datum     | Bild |
| ------------------------------------------------- | --------------------- | -------------------------------------------------------------- | ------------- | -------------- | --------- | ---- |
| Ehemalige Kapelle der Pénitents Noirs in Briançon |                       | 7 rue du Pont-d’Asfeld (Lage)                                  | PA00080525    | Inscrit        | 1973      |      |
| Kapelle der Pénitents Noirs in Forville           |                       | 39, chemin de Forville (Lage)                                  | PA05000020    | Inscrit        | 2015      |      |
| Communication Y                                   | gedeckter Gang        | zwischen dem Fort des Têtes und dem Fort du Randouillet (Lage) | PA00080527    | Classé         | 1989      |      |
| Ehemaliges Kloster der Franziskanerrekollekten    |                       | 3bis rue du Pont-d’Asfeld (Lage)                               | PA00080526    | Inscrit        | 1978      |      |
| Stiftskirche Notre-Dame-et-Saint-Nicolas          |                       | place du Temple (Lage)                                         | PA00080528    | Classé         | 1931      |      |
| Ehemalige Benediktinerkirche                      |                       | (Lage)                                                         | PA00080529    | Classé         | 1982      |      |
| Fontaine des Soupirs                              |                       | Grande-Rue (Lage)                                              | PA00080530    | Inscrit        | 1930      |      |
| Fort d’Anjou                                      |                       | (Lage)                                                         | PA00080531    | Inscrit        | 1986      |      |
| Fort Dauphin                                      |                       | (Lage)                                                         | PA05000013    | Classé         | 2003      |      |
| Fort des Salettes                                 |                       | (Lage)                                                         | PA00080533    | Classé         | 1989      |      |
| Fort des Trois-Têtes                              |                       | (Lage)                                                         | PA00080534    | Classé         | 1989      |      |
| Fort du Randouillet                               |                       | (Lage)                                                         | PA00080532    | Classé         | 1989      |      |
| Befestigungsanlagen (Fort du Château)             |                       | (Lage)                                                         | PA00080535    | Classé         | 1979      |      |
| Befestigung der Ville Haute                       |                       | (Lage)                                                         | PA00080536    | Inscrit Classé | 1987 1990 |      |
| Justizpalast                                      | ehemals Maison du Roi | 49 Grande-Rue (Lage)                                           | PA00080538    | Classé         | 1994      |      |
| Maison des Têtes                                  |                       | 13 Grande-Rue (Lage)                                           | PA05000008    | Inscrit        | 1998      |      |
| Maison du Temple                                  |                       | 2 rue du Docteur-Vagnat (Lage)                                 | PA00080539    | Inscrit        | 1982      |      |
| Haus                                              |                       | 37 Grande-Rue (Lage)                                           | PA00080537    | Inscrit        | 1932      |      |
| Pont d’Asfeld                                     |                       | (Lage)                                                         | PA00080540    | Classé         | 1988      |      |
| Redoute Point du Jour                             |                       | (Lage)                                                         | PA00080541    | Inscrit        | 1986      |      |
| Militärseilbahn Terre Rouge                       |                       | (Lage)                                                         | PA05000010    | Inscrit        | 2003      |      |

## Liste der Objekte
- Monuments historiques (Objekte) in Briançon in der Base Palissy des französischen Kultusministeriums